# Ceratozamia zaragozae
Ceratozamia zaragozae là một loài thực vật hạt trần trong họ Zamiaceae. Loài này được Medellín mô tả khoa học đầu tiên năm 1963.